# West Perrine
West Perrine ist  ein census-designated place (CDP) im Miami-Dade County im US-Bundesstaat Florida. Das U.S. Census Bureau hat bei der Volkszählung 2020 eine Einwohnerzahl von 10.602 ermittelt. 

## Geographie
West Perrine liegt etwa 15 km südwestlich von Miami. Der CDP wird von der Florida State Road 821 (Homestead Extension of Florida’s Turnpike, mautpflichtig), dem U.S. Highway 1 sowie von der Florida State Road 994 tangiert.

## Demographische Daten
Laut der Volkszählung 2010 verteilten sich die damaligen 9460 Einwohner auf 3342 Haushalte. Die Bevölkerungsdichte lag bei 2102,2 Einw./km². 30,9 % der Bevölkerung bezeichneten sich als Weiße, 62,7 % als Afroamerikaner, 0,3 % als Indianer und 1,0 % als Asian Americans. 2,9 % gaben die Angehörigkeit zu einer anderen Ethnie und 2,2 % zu mehreren Ethnien an. 31,7 % der Bevölkerung bestand aus Hispanics oder Latinos.
Im Jahr 2010 lebten in 43,8 % aller Haushalte Kinder unter 18 Jahren sowie 28,1 % aller Haushalte Personen mit mindestens 65 Jahren. 75,4 % der Haushalte waren Familienhaushalte (bestehend aus verheirateten Paaren mit oder ohne Nachkommen bzw. einem Elternteil mit Nachkomme). Die durchschnittliche Größe eines Haushalts lag bei 3,18 Personen und die durchschnittliche Familiengröße bei 3,60 Personen.
31,4 % der Bevölkerung waren jünger als 20 Jahre, 26,5 % waren 20 bis 39 Jahre alt, 26,8 % waren 40 bis 59 Jahre alt und 15,4 % waren mindestens 60 Jahre alt. Das mittlere Alter betrug 34 Jahre. 47,3 % der Bevölkerung waren männlich und 52,7 % weiblich.
Das durchschnittliche Jahreseinkommen lag bei 36.729 $, dabei lebten 25,7 % der Bevölkerung unter der Armutsgrenze.
Im Jahr 2000 war englisch die Muttersprache von 79,75 % der Bevölkerung, spanisch sprachen 17,78 % und 2,47 % sprachen haitianisch.